# Шумен (телевизия)
Телевизия Шумен е регионален телевизионен канал за област Шумен. Стартира на 15 септември 1995 г. От 2013 г. е собственост на Общински медиен център – Шумен. Разпространява се в мрежите на A1, Виваком, Добруджа кабел, БЕРГОН, Плевен спринт, М САТ, Нетуъркс България, Виваком България и Йеттел България.

## История
На 16 февруари 1993 г., с решение № 109 на Общински съвет – Шумен е взето решение за създаване на местна телевизия, която да има ефирно покритие. През януари 1995 г. Комитетът по пощи и далекосъобщения издава лиценз на община Шумен за излъчване на програмата по ефир в област Шумен. На 17 април 1995 г. кметът инж. Христо Христов и началникът на ВВУАПВО „Панайот Волов“ ген. Иван Динев сключват договор за създаване на Гражданско дружество „Телевизия Шумен“. Общината се представлява от заместник-кмета д-р Стоян Джамбазов, а военното училище – от майор инж. Веселин Даскалов. За директор на телевизията е назначен Тодор Димов.
На 15 септември 1995 г. е първото предаване. Излъчва се ежедневна 6-часова собствена телевизионна програма (18-24 ч.) от студио на ВВУАПВО „Панайот Волов“. От 1 декември 1995 г. телевизионната програма е увеличена на 12 часа (12-24 ч.). В телевизията работят два екипа. Технически екип от шест души, които са на щат във военното училище и журналистически екип от 6 души, които са на щат в община Шумен. От 1995 г. телевизия „Шумен“ се излъчва ефирно за Шумен (на 52 канал) и за квартал Дивдядово (на 47 канал).
С решение на Общинския съвет от 21 март 2002 г. телевизията се преструктурира в ЕООД „Общински медиен център – Шумен“, като едноличен собственик на капитала е община Шумен. За управител е назначена Божидара Радева. От военното училище студиото се премества в Младежки дом – Шумен, където остава до днес. С решение на Общинския съвет от 2013 г. търговското дружество е преобразувано в общинско предприятие „Общински медиен център“ с решение на Общинския съвет от 2013 г. То извършва производството и разпространението на телевизионната програма според изискванията на решение № РД-05-119/12.08.2014 на Съветът за електронни медии и № 01272/18.09.2018 с измение № 01272-02/19.04.2012 г. на Комисията за регулиране на съобщенията. На 30 септември 2013 г. аналоговите телевизионни предаватели са изключени и програмата се разпространява само чрез кабелни телевизионни мрежи.
В различни периоди телевизията е ръководена от Тодор Димов, Наум Григоров, Галина Сакарова, Божидара Радева, Дияна Желязкова, Валентин Захариев (2016 – 2019), Георги Софронов (2019 – 2021), Светлана Крумова (вр. и.д. през 2021 г.) и Даниел Малев (от май 2021 г.).

## Програма
Телевизията има два ежедневни новинарски блока всеки делничен ден. В програмата на медията се излъчват веднъж седмично предаванията „Седмицата на екран“, „В обедната почивка“, „Рошавата четка“ и „В кухнята на Супичка“. Най-новото предаване на Телевизия Шумен – „За Шумен с кмета“, в което кметът на Шумен проф. Христо Христов говори по актуални теми, се излъчва веднъж месечно.

## Кабелни мрежи
Телевизията се разпространява чрез кабелни електронни съобщителни мрежи на територията на населените места: Шумен, Смядово, Велики Преслав, Върбица, Мартен, Сандрово, Тутракан, Ветово, Щръклево, Червена вода, Ново село, Глоджево, Кубрат, Свищов, Белене, Семерджиево, Николово, Две могили, Цар Калоян, Ястребово, Басарбово, Монтана, Исперих, Дулово, Силистра, Ловеч, Троян, Айдемир, Севар, Бъзън, Сеново, Девня, Белослав, Калипетрово, Ореш, Татари, Деков, Конево, Яким Груево, Омуртаг, Провадия, Лом, Козлодуй, Гецово, Иваново, Кранево, Красен, Нова Черна, Обретеник, Орешене, Пиргово, Тръстеник, Мечка, Тервел, Бухово, Яна, Ботунец, Челопечене, Горни Богров, Сеславци, Кремиковци, Търговище, Разград, Русе и Добрич.

## Предавания
- „Седмицата на екран“
- „В обедната почивка“
- „В кухнята на Супичка“
- „Отпечатъци“
- „Рошавата четка“
- „Забравени истории“
- „Денят“
- „Карамбол“
- „Седянка“
- „Шумен: тази седмица“
- „Шумен: тази неделя“
- „Здраве за всеки“
- „Коментарът“
- „Ние, репортерите“
- „Добър ден, Шумен“
- „Фолклорен гердан“